# Clara Blüthgen

Clara Blüthgen um 1905

Auguste Clara Blüthgen, geborene Kilburger, geschiedene Eysell, (* 25. Mai 1856 in Halberstadt; † 24. Januar 1934 in Berlin) war eine deutsche Schriftstellerin.

## Leben
Clara kam als einziges Kind des Fabrikanten Friedrich Kilburger zur Welt. Sie erhielt eine sorgfältige Erziehung und heiratete bereits 1875 einen Dr. A. Eysell. Die Ehe wurde nach anderthalb Jahren geschieden. Ab 1879 wirkte Blüthgen durch Krankheiten unterbrochen als Malerin und bildete sich an der Königlichen Kunstschule in Berlin und im Atelier bei Gottlieb Biermann (1824–1908) sowie in den Ateliers von Otto Kirberg und Ferdinand Brütt in Düsseldorf als Porträtmalerin aus. Als ein humoristischer Reisebericht aus ihrer Feder um 1890 veröffentlicht wurde und für positive Resonanz sorgte, widmete sie sich verstärkt dem Schreiben und veröffentlichte eigene Werke sowie Artikel in Zeitungen und Zeitschriften. Fast drei Jahre arbeitete sie in Berlin, wohin sie 1897 zog, in der Redaktion der Illustrierten Frauenzeitung und der Modenwelt. Eine Krankheit zwang sie zur Aufgabe der Arbeit.
Im Jahr 1898 heiratete sie den Dichter Victor Blüthgen, mit dem sie nach Freienwalde an der Oder zog. Ihr Mann verstarb 1920 und wurde dort beerdigt. Auch Blüthgen, die 1934 in Berlin verstarb, fand ihre letzte Ruhestätte in Freienwalde.

## Werke (Auswahl)
- Aus der Art geschlagen. Novellen von Klara Eysell. Friedrich, Leipzig 1893.
- Gute Kameraden, Das weiße Kleid, Frau Hedwig, Im Sonnenschein, Illusion perdue, Die Ichform. Novellen von Clara Eysell-Kilburger. Hillger, Berlin/Eisenach/Leipzig 1897.
- In Seeleneinsamkeit. Gedichte von Clara Eysellkilburger. Moos, Leipzig/Erfurt/Zürich 1898.
- Tintentropfen. 200 Aphorismen von Clara Eysell-Kilbürger. Moos, Leipzig 1898.
- Hand in Hand. Novellen, mit Victor Blüthgen. Hillger, Berlin/Eisenach/Leipzig 1899.
- Meine Frau hintergeht mich. Schwank in 1 Akt. Danner, Mühlhausen 1901.
- Frauenehre, Zwischen Gräbern, Nur eine Episode. Drei Erzählungen. Hillger, Berlin/Eisenach/Leipzig 1901
- Liebesleute. Novellen. 1901.[2]
- Das böse Buch. Moderne Skizzen. Eckstein, Berlin 1902.
- Wenn die Flocken fallen. Dramatische Weihnachtsscene. Danner, Mühlhausen 1902.
- Dilettanten des Lasters. Roman von C. Eysell-Kilburger 〈Frau Victor Blüthgen〉. Seemann, Leipzig 1902.  (Google Online-Ausgabe)
- Klänge aus einem Jenseits. Ein Mysterium. Gedichte. Seemann, Leipzig 1902.
- Im Sonnenschein. Lustspiel in 1 Akt. Danner, Mühlhausen 1902.
- Wenn die Schatten wachsen. Roman. Reißner, Dresden/Leipzig 1903.
- Geburtstagsvorbereitungen. Plauderei in 1  Aufzug. Danner, Mühlhausen 1904.
- Brillanten und andere heitere Geschichten. Novellen. Reclam, Leipzig 1904.
- Vom Baume der Erkenntnis. Eine Zinnowitzer Saison-Novelle. Cleppien, Zinnowitz/Wolgast 1904.
- Zwischen zwei Ehen. Roman. Becker, Chemnitz 1905.
- Königin der Nacht und andere Novellen. Duncker, Berlin 1906.
- Dreiklang. 3 Novellen. (Caprize, Die Vorgängerin im Reich, Der Kommende.) Unterborn, Berlin 1907.
- Neue Gedichte. Von C. Eysell-Kilburger, Frau Victor Blüthgen. Auf dem Umschlag: Frau Clara Blüthgen. Schwetschke, Berlin 1907.
- Spätsommer, Stiefmama, 2 Novellen. Hesse, Leipzig 1909.
- Kathia. Roman. Buchverlag fürs deutsche Haus, Leipzig 1909.
- Heimkehr. Drama in zwei Aufzügen. Reclam, Leipzig 1910.
- Am Tage der goldenen Hochzeit. Eine Alltagstragödie in einem Akt. Berliner Theater-Verlag, Berlin 1910.
- Die große Neugier. Drama. 1912.[3]
- Herrenloses Gut. Roman. Deutsche Buchwerkstätten, Dresden 1912.
- Flieger. Drama.[4]
- Meine fixe Idee und andere Geschichten. Reclam, Leipzig 1916.
- Frauenlaune. Novelle. Hillger, Berlin/Leipzig 1917.
- Prinzess Lolotte. Deutsche Buchwerkstätten, Dresden 1919.
- Eine Stimme aus dem Jenseits und andere Novellen. Stern-Bücher-Verlag, Leipzig 1921.
- Götzendienst. Die Geschichte einer Leidenschaft. Roman. Union, Stuttgart 1922. (Google Online-Ausgabe 2013)
- Menschenschicksal. Roman. Enßlin & Laiblin, Reutlingen 1924.